# フルタ電機
フルタ電機株式会社（フルタでんき、英: FULTA ELECTRIC MACHINERY Co., Ltd.）は、愛知県名古屋市瑞穂区に本社を置き、電動機械等の設計製造販売を手がける会社。送風機の分野では、大きなシェアを占める。

## 概要
1936年（昭和11年）の創業。当時は、モーターや発電機などを修理する町の電気屋であったが、1950年代後半から工業用送風機の製造に関与するようになり、徐々に製造販売部門に注力することとなった。
同社の知名度が高まったのは、1970年代以降に茶畑や果樹園で普及した防霜ファンの製造がきっかけである。現在も防霜ファンの市場では6割近くのシェアを有する。

## 事業所
- 本社（愛知県名古屋市瑞穂区）
- 営業所（北東北、仙台、北関東、東東京、東京、成田、長野、静岡牧ノ原、豊橋、名古屋、大阪、高松、松山、福岡、熊本、宮崎、都城、鹿児島）
- 技術開発センター
- 工場（大府、技研、春日井、知多、佐賀）

## 関連会社
- フルタエンネツ株式会社
- 株式会社フルテック
- フルタ熱機株式会社
- フルタ電機韓国株式会社

## 本社への交通アクセス
- 名鉄名古屋本線 堀田駅下車、徒歩で向かう。